# フィオナ・グラハム

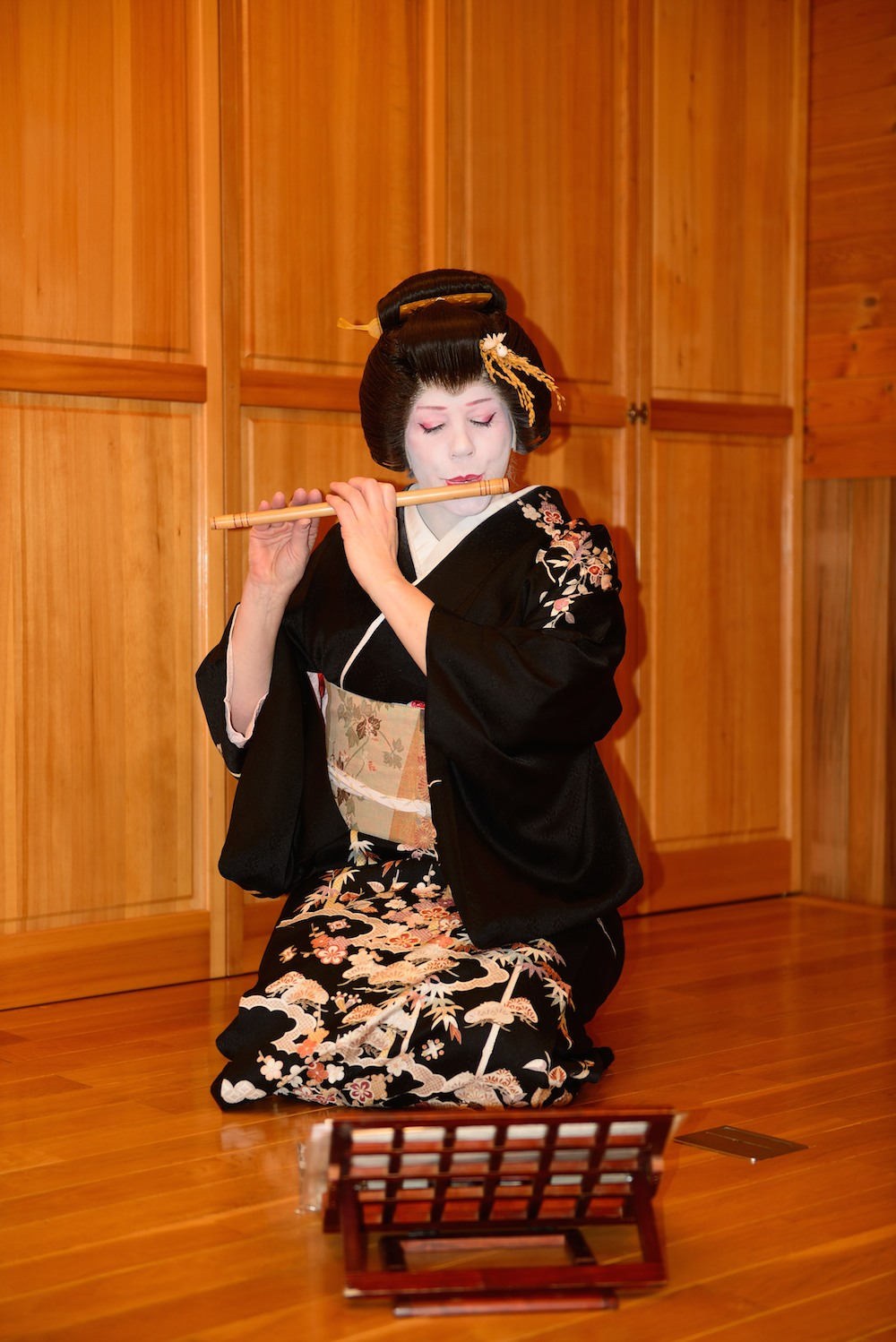
フルートを吹く紗幸

フィオナ・グラハム（Fiona Caroline Graham 1961年9月16日 - 2023年1月26日）は、オーストラリア出身の人類学者、芸者である。メルボルン出身。
2007年12月、1年間の修行期間を経て、グラハムは紗幸という芸名で浅草で正式に芸者としてお披露目した。いくつかの芸の修行を受けたが、三味線や歌、特に横笛を主な芸としている。2015年からは、およそ400年の歴史ある深川芸者を復活させて置屋を構え、芸者育成に務めている。ほかにも、早稲田大学国際教養学部、東洋大学国際学部では、芸者文化およびアニメの中の日本社会を教えるなど、多岐にわたって精力的に活動を続けている。
2023年4月26日にグラハムの生徒の1人（身元不明）がグラハムのTwitter/Xアカウント（https://twitter.com/sayuki_geisha）で、「グラハムさんが2023年1月に病気で亡くなった」とツイートした。
2023年１月31日付でThe Age社のサイトに訃報が載った。(https://tributes.theage.com.au/obituaries/470445/fiona-caroline-graham/)

## 略歴
慶應義塾大学で、最初の学位である心理学学位を取得した。またオックスフォード大学において社会人類学の博士号とMBAを取得している。2001年にオックスフォード大学で博士号を取得する前は、日本で何年にもわたって報道によるフィールドワークを行っていた。その間報道通信社で働いていたり、ロイター通信社でジャーナリストとして、またNHKで番組製作者として働いていたりした。人類学的視点でのドキュメンタリー制作においても監督を務め、NHKをはじめ、BBCやナショナル・ジオグラフィック・チャンネルなど、国内外のメディアで番組制作に取り組んでいる。ドキュメンタリー番組の制作に携わるなかで、芸者をテーマに番組を作ろうと考え、花柳界の門を叩いた。現在は早稲田大学国際教養学部や東洋大学国際学部において芸者文化およびアニメの中の日本社会やメディアを教えるかたわら、現役の芸者としても精力的に活動を続けている。 また、日本文化についての著作として「Inside the Japanese Company」(2003)や「A Japanese Company in Crisis: Ideology, Strategy, And Narrative (Contemporary Japan) 」(2005)などがある。　グラハムは、ナショナルジオグラフィックチャンネルのドキュメンタリープロジェクトを監督しながら、最初に芸者の職業に就いた。しかし、映画の一部としての訓練を終えると、彼女は芸者としてフルタイムで働き続ける許可を与えられ、2007年12月に「さゆき」の名前で正式にデビューした。
ダンス、茶道、三味線のレッスンを経て、東京の浅草芸者地区でデビューした彼女は、横笛を専門としており、日本に来る前に何年もフルートを演奏していた。浅草で芸者として4年間働いた後、グラハムは体調不良で引退した芸者の母親が経営する置屋を引き継ぐ許可を申請したが、彼女が外国人であるという理由で彼女の要求は拒否された。
グラハムは2011年に浅草芸者協会から独立して活動を辞めたが、同地域で芸者として働き続け、同年に浅草に着物店を開いた。2013年、グラハムは東京の谷中で4人の見習いと共に独立した置屋を経営していた。2021年現在、彼女は日本に永住権を持っており、東京の深川地区で3人の見習いと共に置屋を経営している。彼女はまた、観光客向けのツアーやレッスンも提供している。パンデミックが日本を襲ったとき、グラハムは2020年に伝統的な芸者の宴会をオンラインイベントに変え、世界中の人に日本の芸者文化を伝えている。東洋大学で講師として活動しており、生徒に深川芸者を広めるため、メディアの使い方やメディアによる宣伝などを教えている。
グラハムの芸者関係のホームページであったsayuki.netとfukagawageisha.comが死去後の2023年中に停止されている。公式のSNS(Facebook, Twitter/X, Instagram)はまだオンラインで確認できる。

## 経歴
グラハムが最初に来日したのは交換留学生としての15歳の時である。日本人の家族との生活を体験し、そこで一年間学校に通う予定だった。「来る前は日本について何も知らなかったし、言葉も話せませんでしたが、東京で日本人の家族と一緒に引っ越した途端、とても気に入りました」と彼女は語った。
芸者として活動するきっかけとなったのは、映画『SAYURI』である。芸者の世界を知らない西洋人がこれを観たときに、あくまでフィクションにもかかわらず、現実と勘違いしかねず、そのイメージを払拭したいということだった。しかし今では、「プロジェクトとして始めましたが今はそれ以上に没頭しています。がんばって一人前の芸者になりたい」と語っている。また、芸者を始めたもう一つの理由として、伝統を守り続けるためだと語った。グラハムは伝統文化を薄めずに、現代に残すにはどうすればよいかということを問題視していた。
グラハムは、初めは社会人類学の研究のフィールドワークとして、浅草の花柳界に許可を得て１年間滞在した。しかし、まだ日本の文化に魅了されていた彼女は、１年後に浅草芸者協会に芸者として継続するよう依頼し改めて許可をもらい、芸者としての活動を続けることにした。そこでグラハムは、踊り、お茶、太鼓、歌、三味線、芸者文化についての学習など様々な修行を受けた。楽器は三味線以外にも、学生時代にフルートをやっていたため、笛の演奏許可を得て披露している。
アメリカの文化人類学者ライザ・ダルビーが外国人初の芸者であるという意見があるが、1970年代に芸者としてお座敷に出ているが正式な修業期間を経ていない。。外国人だからと特別扱いされることはなく通常1年ほどの修行期間を経て、2007年12月18日に正式に芸者としてお披露目を果たしているとグラハムは語っているが、これに対して浅草組合は「短期で勉強をしたいということだったので芸者になることを特別に認めた経緯がある」と解明した。芸者になって4年目に、置屋のお母さんが病気になり、グラハムは浅草から独立して自分で置屋を持った。ベテランのお姉さんの力を借りて、これまでに5人の芸者を育てた。

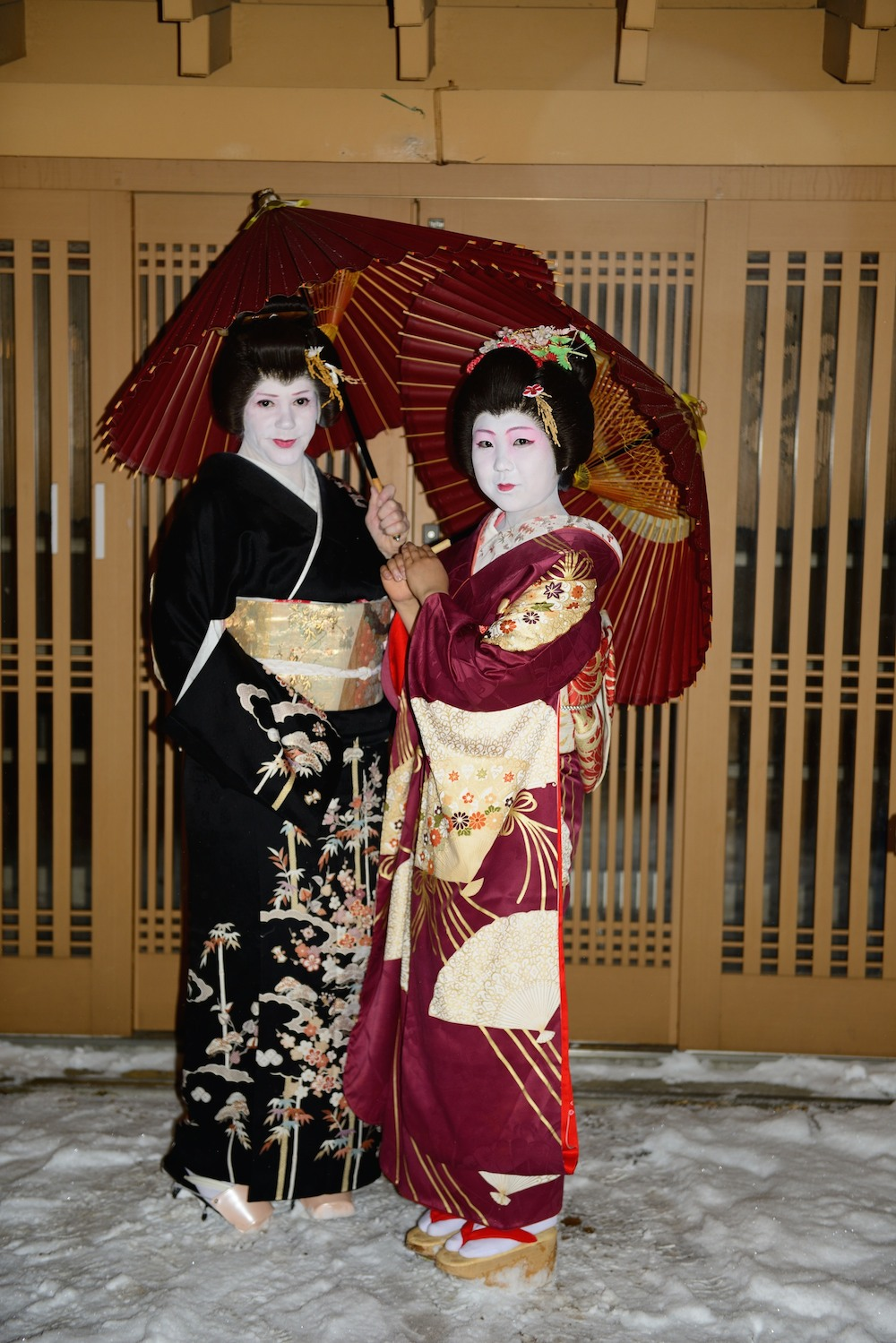
紗幸(左)と紗幸の研修生(右) 東京都内にて

彼女は芸者による伝統文化を実演するために国際的に海外を訪問した。イギリスで2013年のハイパージャパンフェスティバル、ドバイでは同年、ブラジルでは2015年に披露するために訪問した。一人旅の時は、訪問先でいつも芸者に関する映像を上映したり、自身の経験を語っている。「日本以外で芸者の芸術を楽しむことができるということを人々は気付いていないと思いますが、それは可能であり、私はその窓口です。それは美しい芸術であり、私がそれを存続させるのを助けることができることを願っています。」と述べた。
東京浅草組合は芸者は4年以上活動した上で、置屋の推薦を受け、組合が認めた場合には独立できると語っている。しかし浅草組合いわく、グラハムの独立に関してはそもそも想定していなかったようである。組合は芸者として働くには日本国籍を有するという条件が規約にあると語っている。また、グラハムの主張に反して、「業界の名声を傷つける」との理由で芸者協会から除名された事実がある。
2011年に彼女は独立して活動するために浅草芸者協会から抜けたが、その後も浅草周辺で働き続け、同じ年に浅草に「紗幸のきもの屋」という着物店を開いた。
2019年3月25日と26日に、グラハムは日本料理店を訪れ、日本の伝統的な歌、日本舞踊、三味線、横笛などの演奏を披露した。在オマーン日本国大使館職員をはじめ、多くの方がレストランに足を運び、パフォーマンスを楽しんだ。 2020年には、新型コロナウイルスの感染拡大により、100年前の古民家にてオンライン宴会を開いた。「芸者は芸術家。日本の誇れる文化の一つであり、失われつつある世界を守る大事な人たちです。そこに誇りを持っています」と、芸者文化を「外」から見ることでも、より価値を伝えることができる。芸者活動のなかで「お姐さん」たちと日常を共にしたことによって、日本人が気付かない独自の文化や知恵、嗜みなどの素晴らしさなどを、後世に伝えていきたいとしている。「それはつながりを持った社会であり、文化。　“和風コンパニオン”とは似て非なるもの」。2021年現在、江東区の深川で活動。深川に受け継がれてきた400年続く芸者文化の火を消さないためにも、「お姐さん」達からの教えを大切に日々芸を磨いている。かつてジャーナリストとして世界を飛び回っていたグラハムーー深川置屋「紗幸」は、その卓越した企画力を活かし、「舞子ちゃんと一杯！」など、コロナ禍においても芸者が活動できるような新たな策を多々打ち出している。

## ワナカジム訴訟（ニュージーランド）
2010年12月、グラハムが所有する会社ニュージーランドのワナカジムは、観光宿泊施設内の危険な建物に関し有罪判決を受け、計64,000ニュージーランドドルの罰金が科され、9,000ニュージーランドドルの支払いを命じられました。 建物は2008年6月に「危険」と宣告されたが、その後2か月間営業を続けた。有罪判決後、グラハムは何度も上訴に失敗し、グラハムと会社の両方による上訴は最終的に、2014年12月にニュージーランド最高裁判所によって却下された。それにも関わらず支払いを拒否したためニュージーランドには入国できない状態となっている。日本でも半年にわたった労働基準監督署の未払い分賃金賃金の催告にも従わない等行政を軽んじる行動が存在する。

## テレビ番組
- TOKYO応援宣言 -外国人初の芸者が伝える東京深川400年の歴史-　（2018年11月、テレビ朝日）
- ソノサキ　～ダメ男にホレた女性たちを追跡～　（2019年3月、テレビ朝日）
- 新日本風土記　-隅田川イーストサイドストーリー-　（2020年11月、NHK BSプレミアム ）

- Where We Call Home　-Entertainers Under the Pandemic-　（2020年7月、NHK World ）

- Japan's geishas feeling the impact of coronavirus pandemic　(2021年1月、CNN)

## 著書
- 『Inside The Japanese Company』(2003,Routledge)
- 『Japanese Company Crisis』(2004,Routledge)
- 『Playing At Politics:An Ethnography the Oxford Union』(2005,Dunedin Academic Pr Ltd)